# Liste der Monuments historiques in Berné
Die Liste der Monuments historiques in Berné führt die Monuments historiques in der französischen Gemeinde Berné auf.

## Liste der Bauwerke
| Bezeichnung      | Beschreibung | Standort            | Kennzeichnung | Schutzstatus | Datum | Bild           |
| ---------------- | ------------ | ------------------- | ------------- | ------------ | ----- | -------------- |
| Kapelle Ste-Anne |              | Pont-Calleck (Lage) | PA00091548    | Inscrit      | 1925  | weitere Bilder |

## Liste der Objekte
- Monuments historiques (Objekte) in Berné in der Base Palissy des französischen Kultusministeriums